# Теорема Кебе про чверть
Теорема Кебе про чверть твердження у комплексному аналізі про властивості голоморфних однолистих функцій в одиничному крузі.

## Твердження
Образ однолистої функції f : D → C з відкритого одиничного круга D в комплексну площину містить відкритий круг з центром f(0) і радіусом |f′(0)|/4.

## Доведення

### Нерівність Бібербаха
Нехай
{\displaystyle g(z)=z+a_{2}z^{2}+a_{3}z^{3}+\cdots }
є однолистою функцією у |z| < 1.  Тоді
{\displaystyle |a_{2}|\leqslant 2.}

#### Доведення
Розглянемо функцію {\displaystyle G(z)={\sqrt {g(z^{2})}}=z+1/2a_{2}z^{3}+\cdot .} Вона теж є однолистою на одиничному крузі. 
Справді, якщо {\displaystyle G(z_{1})=G(z_{2}),} то також: {\displaystyle G(z_{1})^{2}=G(z_{2})^{2}} тобто {\displaystyle g(z_{1}^{2})=g(z_{2}^{2}).} Оскільки {\displaystyle g(z^{2})} — однолиста функція, то з останньої рівності випливає:{\displaystyle z_{1}^{2}=z_{2}^{2}} тобто або {\displaystyle z_{1}=z_{2}} або {\displaystyle z_{1}=-z_{2}.} Остання ж гіпотеза суперечить умові {\displaystyle G(z_{1})=G(z_{2})} бо внаслідок непарності функції {\displaystyle G(z)} мали б при цій гіпотезі{\displaystyle G(z_{1})=G(z_{2}).} Таким чином {\displaystyle G(z)} дійсно є однолистою функцією у одиничному крузі.
Тоді функція {\displaystyle F(z)={1 \over G(z^{-1})}} є однолистою у зовнішній області одиничного круга |z| > 1 і для цю функцію можна записати як суму ряду:
{\displaystyle F(z)=z-{1 \over 2}a_{2}z^{-1}+\cdots .}
З теореми Ґронвала про площу {\displaystyle {\frac {|a_{2}|}{2}}\leqslant 1} і тому {\displaystyle |a_{2}|\leqslant 2.}

### Доведення теореми про чверть
Після застосування афінного відображення можна вважати
{\displaystyle f(0)=0,\,\,\,f^{\prime }(0)=1,}
і розклад функції у ряд Тейлора має вид
{\displaystyle f(z)=z+a_{2}z^{2}+\cdots .}
Якщо w не належить f(D), то функція
{\displaystyle h(z)={wf(z) \over w-f(z)}=z+(a_{2}+w^{-1})z^{2}+\cdots }
є голоморфною однолистою у |z| < 1.
Застосування нерівності Бібербаха до h дає
{\displaystyle |w|^{-1}\leqslant |a_{2}|+|a_{2}+w^{-1}|\leq 4,}
і тому 
{\displaystyle |w|\geqslant {1 \over 4}.}